# Ctenoplectra cornuta
Ctenoplectra cornuta là một loài Hymenoptera trong họ Apidae. Loài này được Gribodo mô tả khoa học năm 1891.